# Briska Gora
Briska Gora este un sat din comuna Ulcinj, Muntenegru. Conform datelor de la recensământul din 2003, localitatea are 58 de locuitori (la recensământul din 1991 erau 67 de locuitori).

## Demografie
În satul Briska Gora locuiesc 44 de persoane adulte, iar vârsta medie a populației este de 41,4 de ani (42,2 la bărbați și 40,6 la femei). În localitate sunt 17 gospodării, iar numărul mediu de membri în gospodărie este de 3,41.
Populația localității este foarte eterogenă.
|  |

| Demografie | Demografie | Demografie |
| An         | Locuitori  | Locuitori  |
| ---------- | ---------- | ---------- |
|            |            |            |
|            |            |            |
|            |            |            |
|            |            |            |
| 1948       | 134        |            |
| 1953       | 141        |            |
| 1961       | 165        |            |
| 1971       | 121        |            |
| 1981       | 83         |            |
| 1991       | 67         | 61         |
| 2003       | 59         | 58         |

| \| Componența etnică conform recensământului din 2003[2] \| Componența etnică conform recensământului din 2003[2] \| Componența etnică conform recensământului din 2003[2] \| Componența etnică conform recensământului din 2003[2] \| Componența etnică conform recensământului din 2003[2] \| \| ----------------------------------------------------- \| ----------------------------------------------------- \| ----------------------------------------------------- \| ----------------------------------------------------- \| ----------------------------------------------------- \| \| \| \| \| \| \| \| Muntenegreni \| Muntenegreni \| \| 23 \| 39,65% \| \| Albanezi \| Albanezi \| \| 20 \| 34,48% \| \| Sârbi \| Sârbi \| \| 15 \| 25,86% \| \| necunoscută \| necunoscută \| \| 0 \| 0% \| |              |  |    |        |
| Componența etnică conform recensământului din 2003 |              |  |    |        |
| |              |  |    |        |
| Muntenegreni | Muntenegreni |  | 23 | 39,65% |
| Albanezi | Albanezi     |  | 20 | 34,48% |
| Sârbi | Sârbi        |  | 15 | 25,86% |
| necunoscută | necunoscută  |  | 0  | 0%     |